# Католицька церква в Північній Македонії
Като́лицька це́рква в Македо́нії — друга християнська конфесія Македонії. Складова всесвітньої Католицької церкви, яку очолює на Землі римський папа. Керується конференцією єпископів. Станом на 2004 рік у країні нараховувалося близько 14 000 католиків (0,6% від усього населення). Існувало 2 діоцезій, які об'єднували 7 церковних парафій.  Кількість  священиків — 15 (з них представники секулярного духовенства — 12, члени чернечих організацій — 3), постійних дияконів — 0, монахів — 3, монахинь — 32.
Більшості македонських католиків належить візантійський обряд, в Македонську греко-католицьку церкву входить близько 11 400 осіб, тоді як католиків латинського обряду в країні лише 3,5 тисяч (головним чином, етнічні хорвати).

## Історія

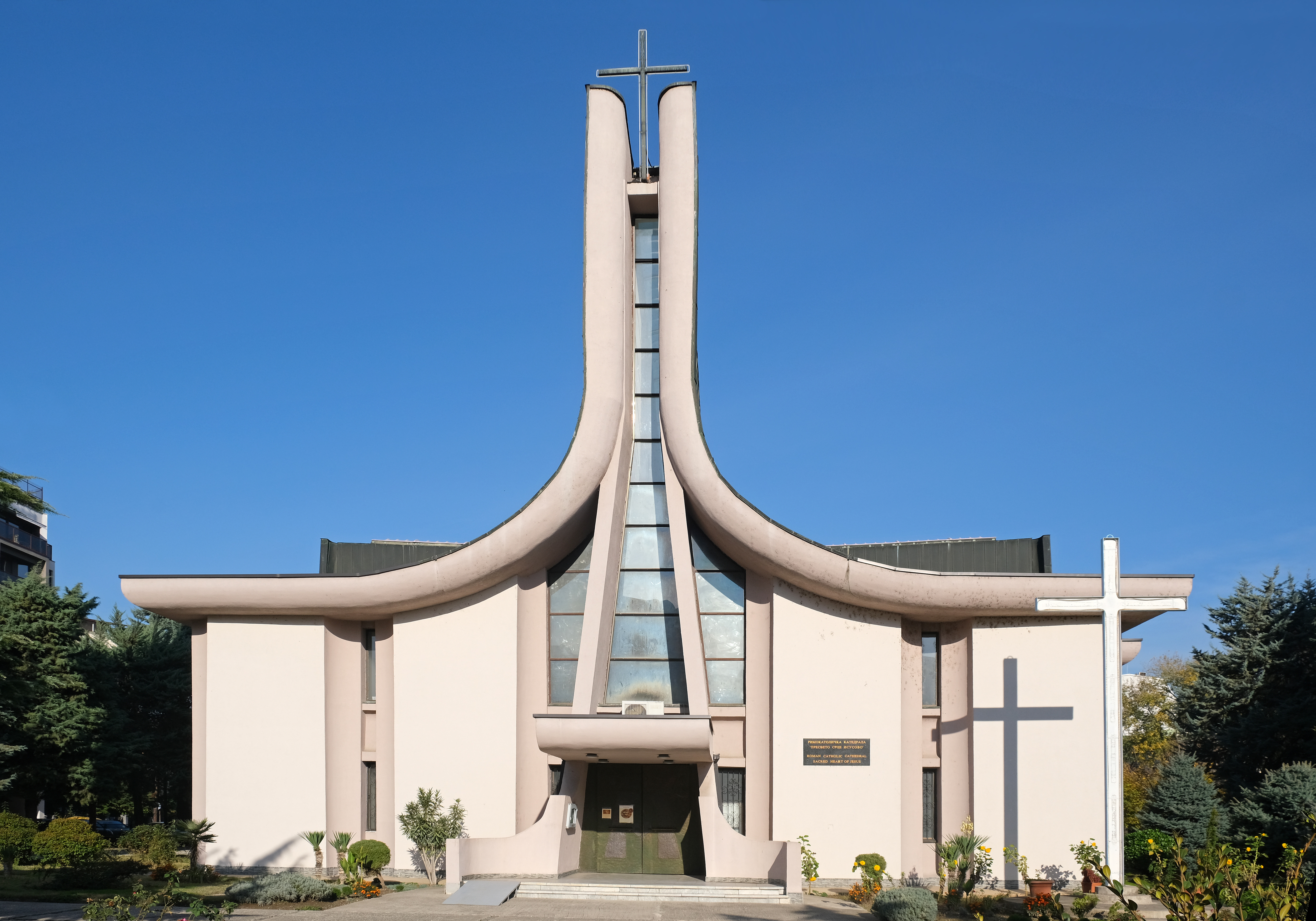
Церква Святого Серця Ісуса, Скоп'є

Початок християнізації території сучасної Північної Македонії сходить до перших століть християнства, на Сардикійському соборі (343) був присутній єпископ Скупі (сучасне Скоп'є) Перігор. У IV столітті існувало єпископство і в місті Ліхідос (сучасний Охрид). Після переселення слов'ян на Балкани в VI-VII столітті вони витіснили та асимілювали грецьке населення сучасної Республіки Македонії. У IX столітті ці землі увійшли до складу Болгарської держави, що на століття об'єднало долі Болгарії та Македонії. Після розколу християнства Македонія продовжувала залишатися тісно пов'язаною з Східною церквою, за винятком короткого періоду, коли після IV хрестового походу та заснування Латинської імперії в Скоп'є було засновано католицьке єпископство.
В XIV столітті територія сучасної Республіки була завойована Османської імперією. Ісламізація населення призвела до появи в Македонії слов'ян-мусульман (дивись торбеші). При турецькому правлінні важливу роль грало автономне православне Охридське архієпископство. Тиск, якому Охридські архієпископи піддавалися з боку грецького духовенства, привело до двох короткочасних уній з Католицькою церквою в 1623 та 1661 роках, обидві розпалися незабаром після укладення. У XVII столітті почалося ослаблення Османської імперії, саме в цей період виникла можливість для розбудови католицьких структур в цій країні. 1656 року в Скоп'є була заснована католицька архідієцезія.
У другій половині XIX століття архідієцезія Скоп'є налічувала близько 11 тисяч католиків, священики готувалися в семінарії Шкодера (сучасна Албанія). В кінці 1850-х серед болгар, які перебували в юрисдикції Константинопольського Патріархату, посилився рух за незалежність національної церкви від Константинополя, а також, у частини духовенства та вірян, за встановлення унії з Римом. У Македонії більшість населення мало болгарську етнічну самосвідомість, там також протікали ці процеси. 1874 року єпископ Кукуш (сучас. Кілкіс, Греція) Ніл Ізвор звернувся до Святому Престолу з проханням прийняти його і його паству до спілкування з Римом. У відповідь єпископ Ізвор був призначений католицьким архієпископом візантійського обряду в Македонії. 1878 року Болгарія отримала незалежність, а Болгарська Православна церква оголосила про свою автокефалію (невизнану Константинополем). Більшість християн візантійського обряду в Македонії повернулося в православну Болгарську церкву, невелика група вірян залишилася вірними греко-католицької церкви, яка з цього моменту в Македонії стала розвиватися незалежно. Наприкінці XIX століття в Македонії діяло два апостольських вікаріати — в Кукуші для католиків візантійського обряду і в Скоп'є для католиків латинського обряду.
Після першої світової війни 1918 року була утворена окрема Македонська греко-католицька церква в статусі апостольського екзархату. 1924 року екзархат був ліквідований, а грекокатолики Македонії, як і всі інші грекокатолики Югославії, підпорядковані єпархії з центром в місті Крижевці (Хорватія). Латинська архиєпархія у Скоп'є 1924 року була знижена в статусі до єпархії. 2001 року у зв'язку з набуттям Північною Македонією незалежності була відтворена Македонська греко-католицька церква в статусі апостольського екзархату.

## Структура
Католицька церква в країні структурно поділяється на дієцезію Скоп'є латинського обряду та греко-католицький апостольський екзархат Республіки Македонії (Македонська греко-католицька церква). Незважаючи на незалежність двох структур, у зв'язку з нечисленністю їх очолює один єпископ, з 2005 року — Кіро Стоянов. Латинська єпархія Скоп'є підпорядкована метрополії Врхбосни (Сараєво) в сусідній Боснії і Герцеговині.
Статистика по єпархіях (дані 2004 року):
| Єпархія                             | Єпархія                             | Статус                 | Митрополія         | Обряд         | Число католиків | Відсоток католиків | Число священиків | Число парафій |
| Македонська греко-католицька церква | Грко-католичка црква під Македоніја | Апостольський екзархат |                    | Візантійський | 11 400          | 0,5 %              | 9                | 5             |
| Скоп'є                              | Skopje                              | Єпархія                | Врхбосна (Сараєво) | Латинський    | 3 572           | 0,2 %              | 6                | 2             |